# Brankovice
Brankovice (německy Brankowitz) jsou městys v okrese Vyškov v Jihomoravském kraji. Leží sedmnáct kilometrů jihovýchodně od Vyškova na řece Litava. Žije zde 909 obyvatel.

## Historie
Podle archeologických nálezů z roku 2007 bylo místo osídleno už v mladší doby kamenné. První písemná zmínka o městečku pochází z roku 1348.

## Obyvatelstvo

### Struktura
V obci k počátku roku 2016 žilo celkem 885 obyvatel. Z nich bylo 438  mužů a 447 žen. Průměrný věk obyvatel města dosahoval 41,2 let. Dle Sčítání lidu, domů a bytů, provedeného v roce 2011, žilo v obci 893 lidí. Nejvíce z nich bylo (15,2 %) obyvatel ve věku od 30 do 39  let. Děti do 14 let věku tvořily 14,8 % obyvatel a senioři nad 70 let úhrnem 4,4 %. Z celkem 761 občanů města starších 15 let mělo vzdělání 38,4 % střední vč. vyučení (bez maturity). Počet vysokoškoláků dosahoval 8,8 % a bez vzdělání bylo naopak 0,4 % obyvatel. Z cenzu dále vyplývá, že ve městě žilo 437 ekonomicky aktivních občanů. Celkem 90,8 % z nich se řadilo mezi zaměstnané, z nichž 75,7 % patřilo mezi zaměstnance, 1,6 % k zaměstnavatelům a zbytek pracoval na vlastní účet. Oproti tomu celých 47,4 % občanů nebylo ekonomicky aktivní (to jsou například nepracující důchodci či žáci, studenti nebo učni) a zbytek svou ekonomickou aktivitu uvést nechtěl.Úhrnem 343 obyvatel obce (což je 38,4 %), se hlásilo k české národnosti. Dále 262 obyvatel bylo Moravanů a 11 Slováků. Celých 235 obyvatel města však svou národnost neuvedlo.
Vývoj počtu obyvatel za celou obec i za jeho jednotlivé části uvádí tabulka níže, ve které se zobrazuje i příslušnost jednotlivých částí k obci či následné odtržení.
| Místní části   | Místní části    | 1791 | 1834 | 1869 | 1880 | 1890 | 1900 | 1910 | 1921  | 1930  | 1950  | 1961  | 1970 | 1980 | 1991 | 2001 | 2011 | 2021 |
| -------------- | --------------- | ---- | ---- | ---- | ---- | ---- | ---- | ---- | ----- | ----- | ----- | ----- | ---- | ---- | ---- | ---- | ---- | ---- |
| Počet obyvatel | část Brankovice | 700  | 809  | 866  | 891  | 930  | 966  | 958  | 1 071 | 1 173 | 1 026 | 1 001 | 897  | 883  | 927  | 933  | 893  | 877  |
| Počet domů     | část Brankovice | 110  | 125  | 157  | 172  | 180  | 193  | 209  | 220   | 250   | 269   | 270   | 264  | 255  | 305  | 310  | 317  | 328  |

## Správa městyse
K 10. říjnu 2006 byl obci vrácen status městyse.

### Symboly městyse
Znak a vlajka byly městysi uděleny rozhodnutím předsedy Poslanecké sněmovny Parlamentu České republiky dne 4. června 1998.

### Náboženský život
Obec je sídlem římskokatolické farnosti Brankovice. Ta je součástí slavkovského děkanství – Brněnské diecéze v Moravské provincii. Farním kostelem je kostel svatého Mikuláše. Místním knězem je Mgr. Miroslav Slavíček, farář. Při censu prováděném v roce 2011 se 249 obyvatel obce (28 %) označilo za věřící. Z tohoto počtu se 179 hlásilo k církvi či náboženské obci, a sice 162 obyvatel k římskokatolické církvi (18 % ze všech obyvatel obce), dále 1 k českobratrským evangelíkům a 1 ke Svědkům Jehovovým. Úhrnem 272 obyvatel se označilo bez náboženské víry a 372 lidí odmítlo na otázku své náboženské víry odpovědět.

## Pamětihodnosti
- Farní kostel svatého Mikuláše
- Barokní kaple u studánky Svatá[14]
- Kaple Nejsvětější Trojice (Malínky)
- Boží muka
- Přírodní památka Přední Galašek

## Osobnosti
- Ladislav Kadlec (1917–1944), příslušník 311. československé bombardovací perutě RAF, oběť druhé světové války

## Galerie

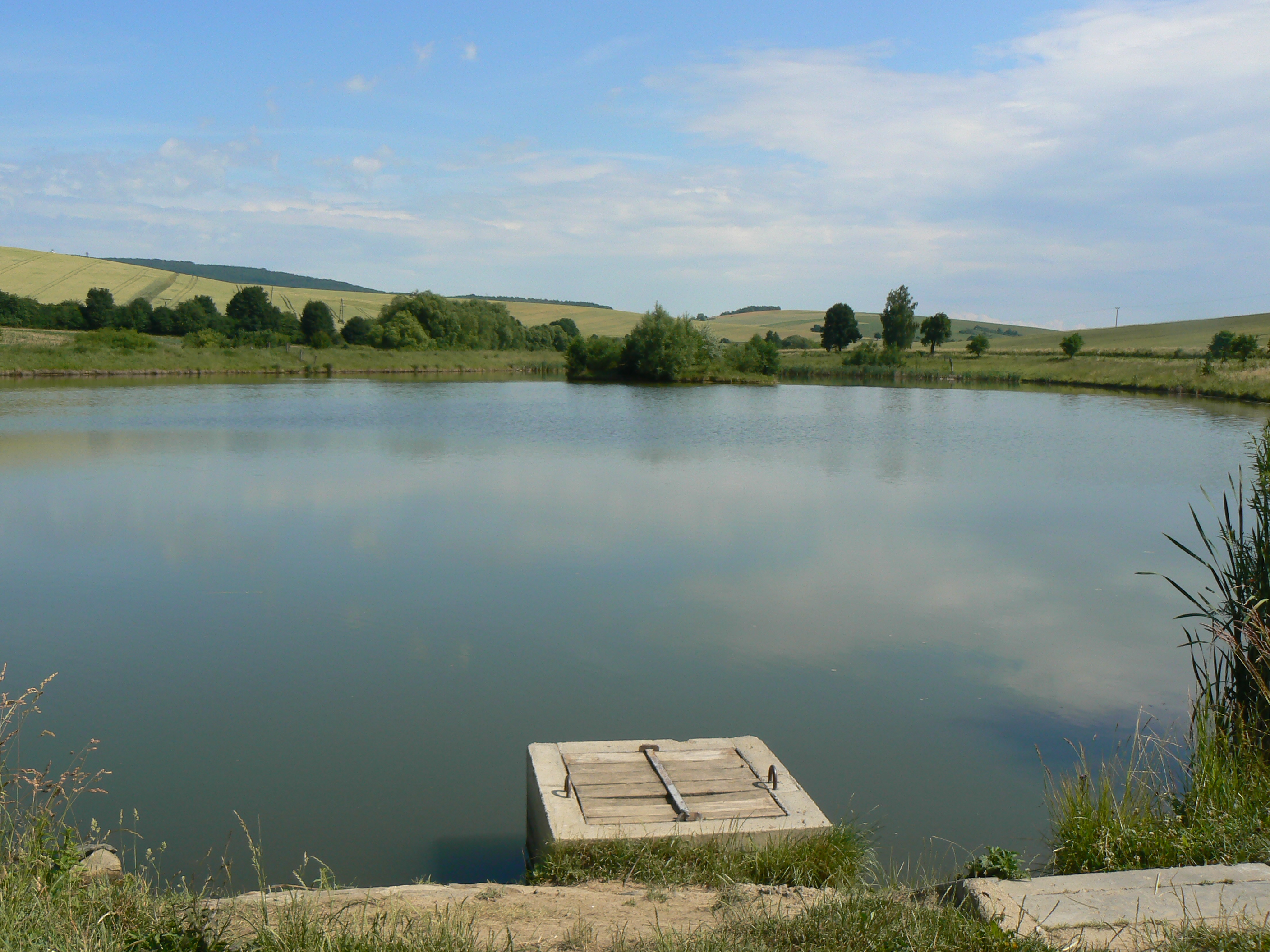
Vodní nádrž Hlavatka (2007)
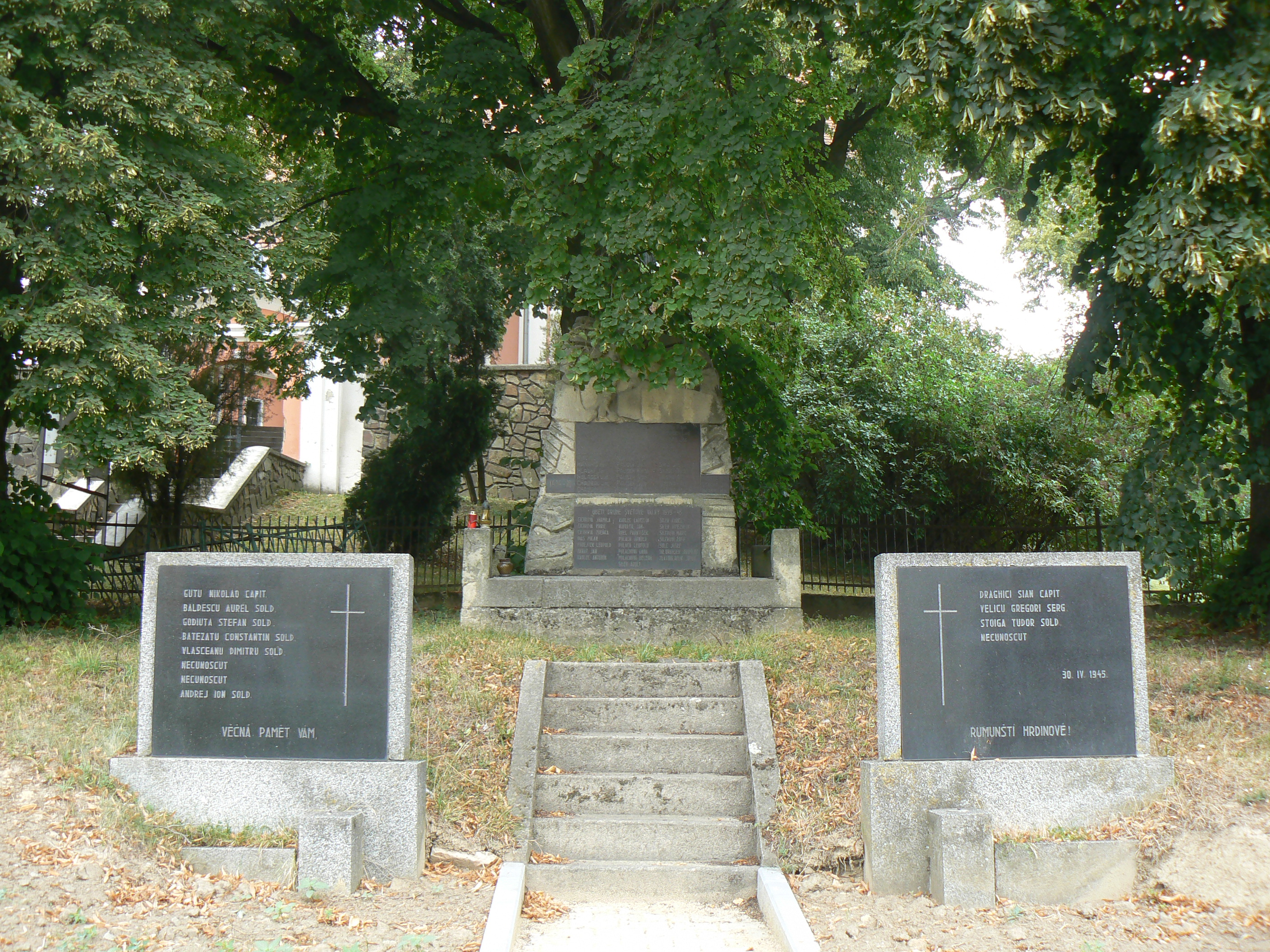
Pomník (2008)
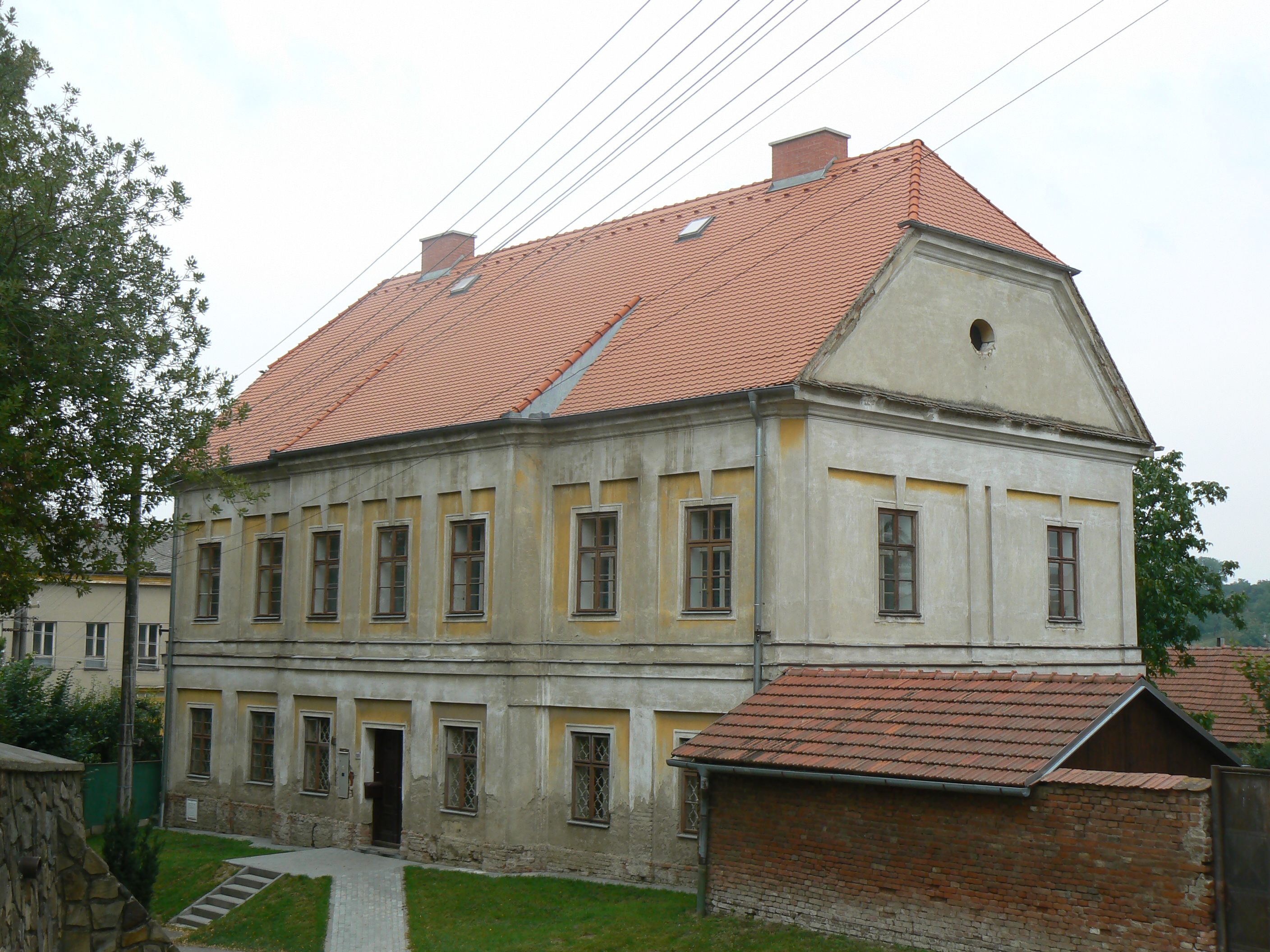
Fara (2008)
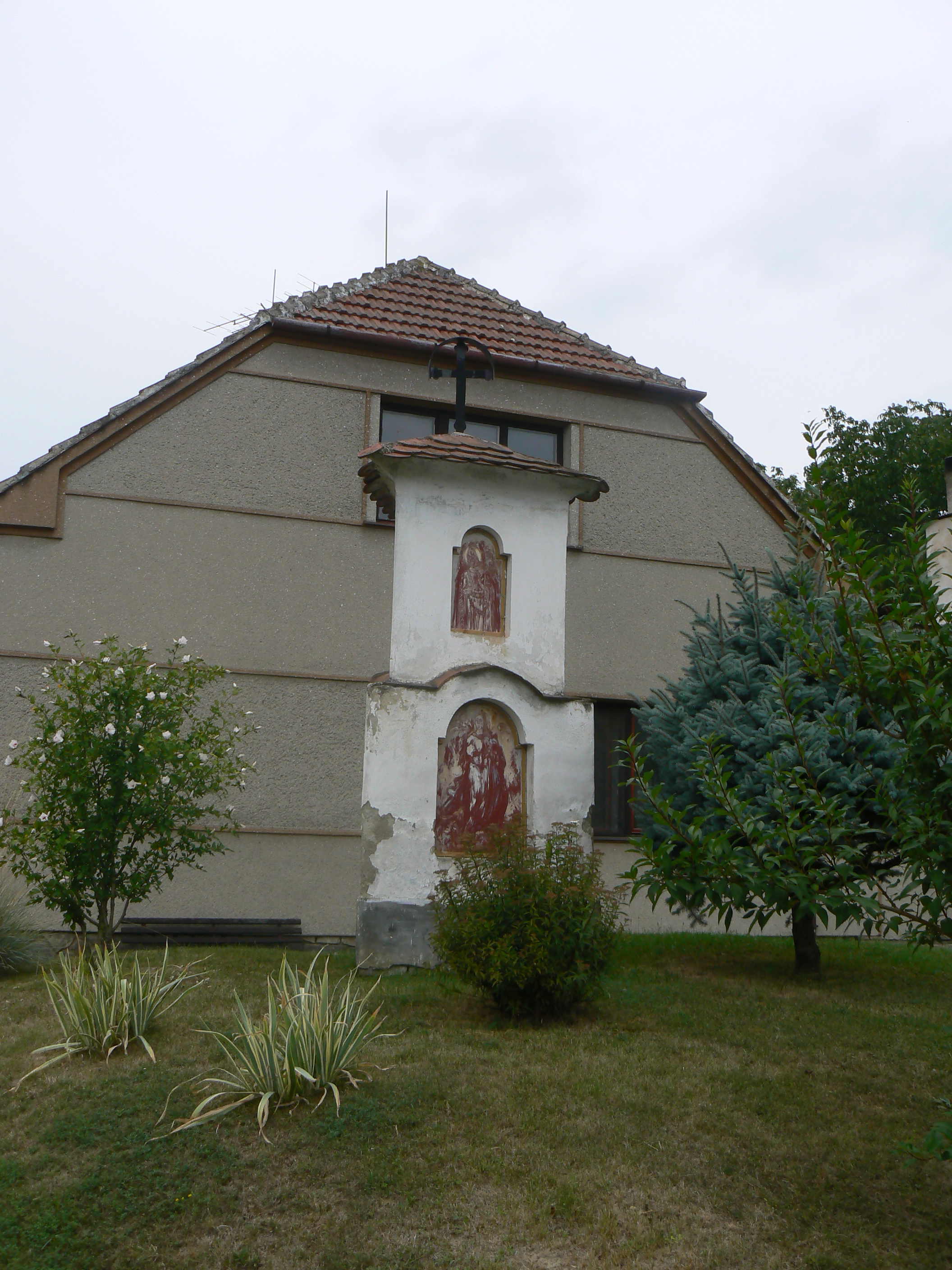
Boží muka (2008)
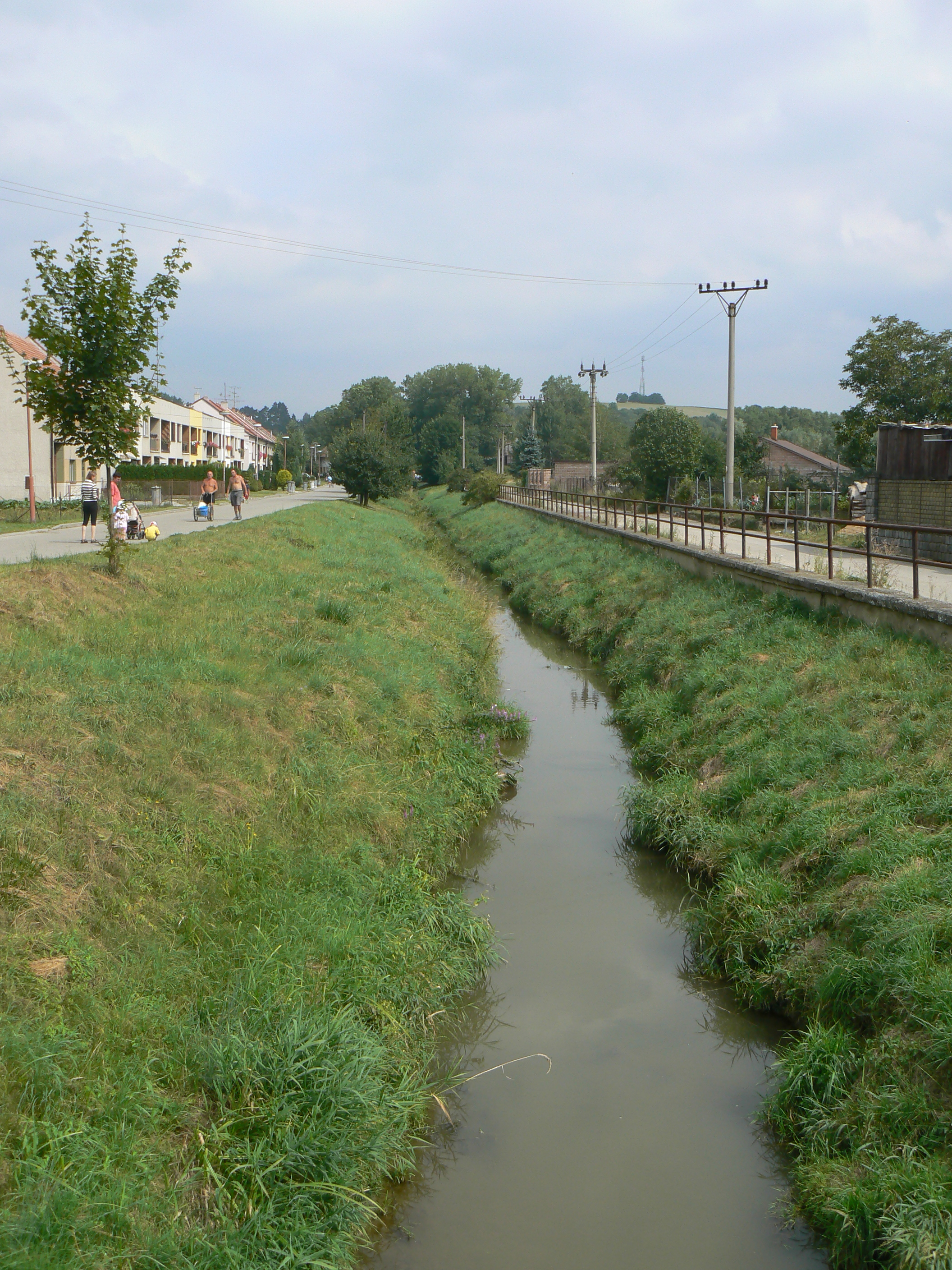
Řeka Litava (2008)
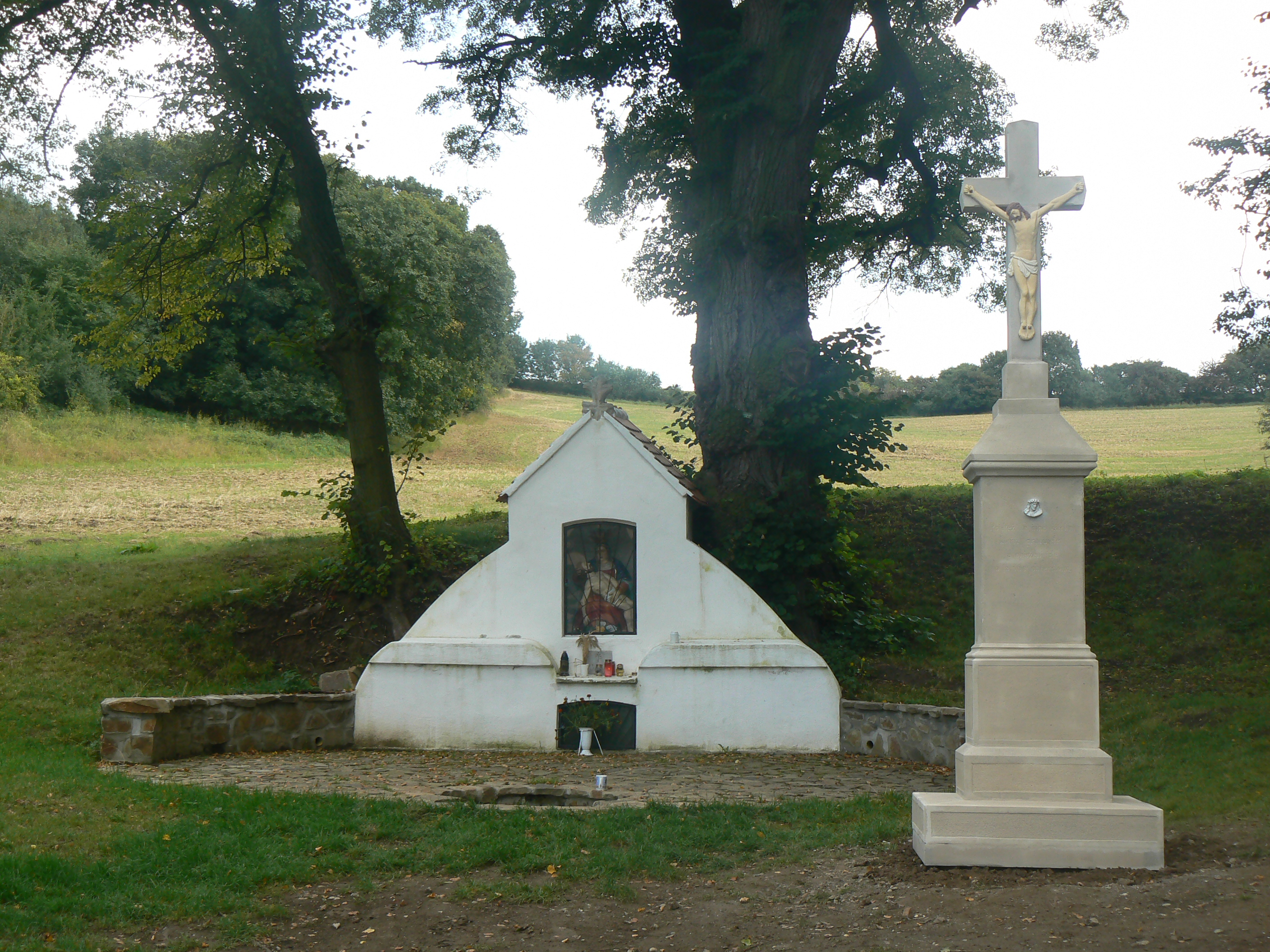
Brankovice - Svatá